# Det der om søndagen
Det Der Om Søndagen var et satireprogram, der blev sendt på P3 hver søndag formiddag klokken 10:30 fra 1993-1995 med genudsendelse om aftenen.

## Fast indhold
Programmet, der var produceret og redigeret af Jakob Morild, var ligesom forgængeren opbygget over en række faste scenarier, hvori ugens begivenheder blev kommenteret med en satirisk vinkel. Dog var det her ikke helt så stringent som tidligere, og indslagene kunne godt variere fra søndag til søndag.
Blandt disse kan nævnes ægteparret, hvor konen over morgenbrødet ("er du helt sikker på at du ikke vil have overen?") får kommenteret ugens begivenheder, og manden kun vågner op med et "nåh hende", når konen beskriver en kvinde som "du ved, hende med de store babedutter!".
Leo Lummerkrogs brevkasse for enlige mænd over 50 blev bestyret af Ole Fick, der også optræder som Dr. Leo Lummerkrog i diverse Monrad og Rislund-shows.
Lidt nytænkning blev det dog også til gennem årene, og hr. Lummerkrogs senile doktorkollega Dr. med. Arne Laustsen dukkede først op i forbindelse med en sag om glemsomhed blandt læger, for sidenhen at blive fast kommentator når der var sket noget i sundhedssektoren – gerne med bemærkningen: "Næh men goddag. -Bor De også her på hotellet?".

## Afslutningen
Da satireholdet efter 3 år havde fået nok og havde besluttet sig for at stoppe, valgte man i den sidste udsendelse på brutal vis at "aflive" alle de faste karakterer. En æra var slut og en ny kunne begynde!

## Personel
Skuespillere
- Charlotte Bostrup
- Michael Carøe
- Ole Fick
- Pernille Schrøder
- Karin Jagd
- Berrit Kvorning

Forfattere
- Lene Andersen
- Lars Hjortshøj
- Jakob Morild
- Adam Price
- Ole Rasmussen
- Jens Ole Rasmussen
- Jan Gintberg

Musik
- Michael Friis

Teknik
- Lone Landkilde (1993)
- Jon Rytter (1994)
- John Brøndum (1995)